# V459 Близнецов
V459 Близнецов (лат. V459 Geminorum) — одиночная переменная звезда в созвездии Близнецов на расстоянии приблизительно 1 575 световых лет (около 483 парсек) от Солнца. Видимая звёздная величина звезды — от +12,7m до +12,25m.

## Характеристики
V459 Близнецов — оранжевая эруптивная переменная звезда типа RS Гончих Псов (RS) спектрального класса K. Радиус — около 2,58 солнечных, светимость — около 2,879 солнечных. Эффективная температура — около 4682 К.